# Sibine bonaerensis
Sibine bonaerensis är en fjärilsart som beskrevs av Berg 1878. Sibine bonaerensis ingår i släktet Sibine och familjen snigelspinnare. Inga underarter finns listade i Catalogue of Life.